# Coeliccia dorothea
Coeliccia dorothea is een libellensoort uit de familie van de Breedscheenjuffers (Platycnemididae), onderorde juffers (Zygoptera).
De soort staat op de Rode Lijst van de IUCN als onzeker, beoordelingsjaar 2010.
De wetenschappelijke naam van de soort is voor het eerst geldig gepubliceerd in 1933 door Fraser.